# Borke

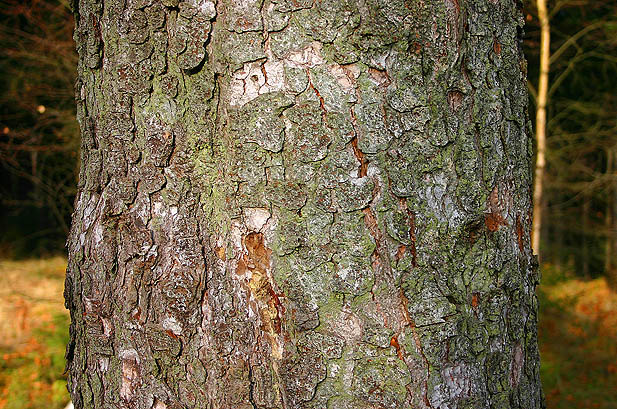
Borke einer 80-jährigen Weißtanne

Querschnitt durch einen fünfjährigen Kiefernstamm

Die Borke ist die äußerste Schicht der Rinde bei den meisten Bäumen. Sie entsteht aus dem Kork und abgestorbenen Teilen des Bastes. Die Borke schützt die darunterliegenden Schichten des Baumstamms vor physikalischen Einflüssen wie Hitze, Frost, Regen, Wind, Sonne, Feuer und mechanischen Einwirkungen und dient als Abwehr von Schädlingen aller Art, darunter Krankheitserregern.

## Wortherkunft
Das Wort ist aus dem Niederdeutschen ins Hochdeutsche gelangt und gehört wahrscheinlich im Sinne von „Raues, Rissiges“ zu einer Erweiterung von idg. bhar- „Spitze, Stachel, Borste“ (vgl. Barsch). Der Begriff ist Teil der Swadesh-Liste.

## Entstehung der Borke

### Das primäre Abschlussgewebe
Zuerst ist die Epidermis das Abschlussgewebe beim primären Bau der Sprossachse. Da die Epidermis jedoch ein Dauergewebe ist, sich ihre Zellen also nicht teilen können, reißt sie durch den Prozess des sekundären Dickenwachstums auf und die Pflanze muss ein sekundäres Abschlussgewebe bilden, das Periderm.

### Das sekundäre Abschlussgewebe
Um die Funktion der hinfälligen Epidermis zu ersetzen, reembryonalisiert die Pflanze zunächst Rindenzellen (das bedeutet, dass diese wieder teilungsfähig werden). Diese dadurch entstandene sekundär meristematische wenigreihige Zellschicht nennt man Phellogen. Dieses gibt nach innen Phelloderm und nach außen Kork (Phellem) ab. Bei einigen Bäumen bleibt dieses zuerst gebildete Periderm (Oberflächenperiderm, Periderm = Phellogen + Phelloderm + Phellem) – die Rinde – sehr lange, oder gar ihr Leben lang intakt. Hier werden oft Lentizellen als Durchlüftungsorgane eingebaut. Beispiele für Bäume mit sekundärem Abschlussgewebe stellen die Buche und die Hainbuche dar.
Verletzungen in der Rinde verwachsen mit der Zeit und sind, anders als bei der Borke, noch nach Jahrzehnten erkennbar.

### Das tertiäre Abschlussgewebe – Die Borke
Bei vielen anderen Bäumen hingegen kann das Phellogen das starke Dickenwachstum nicht durch laterales Wachstum ausgleichen und reißt selbst auf. Dieser erneute Riss im Abschlussgewebe bewirkt ein erneutes Einziehen eines Periderms (Innenperiderm). Die so abgeschnittenen Teile des Bastes sterben ab und bilden zusammen mit dem abgeschnittenen, alten Periderm gemeinsam die Borke, die durch die Teilungsaktivität des Phellogens auf der einen Seite und das Einziehen immer weiterer Periderme kontinuierlich anwächst.

## Verschiedene Formen des Abschlussgewebes von Bäumen

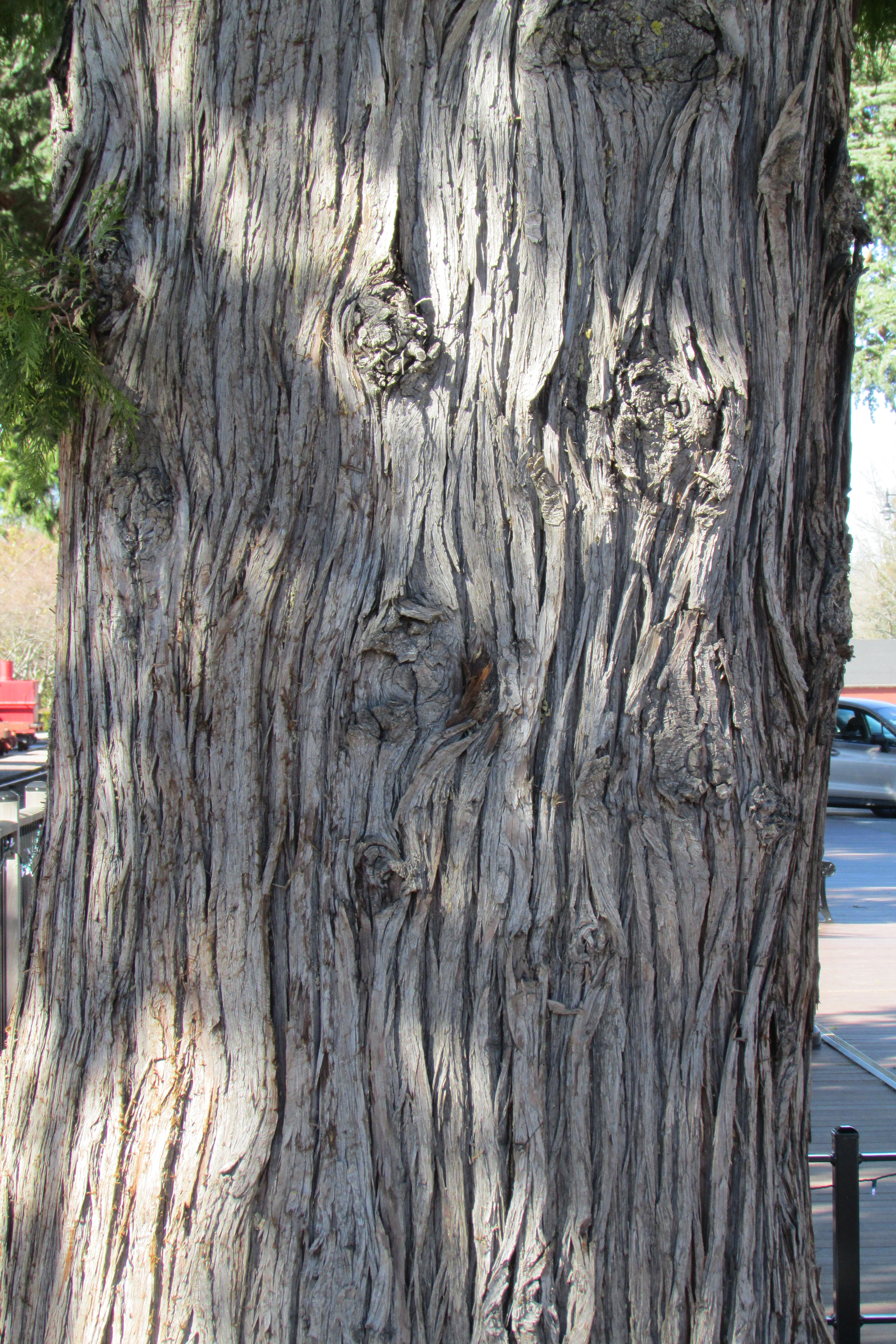
Streifenborke an Riesen-Lebensbaum
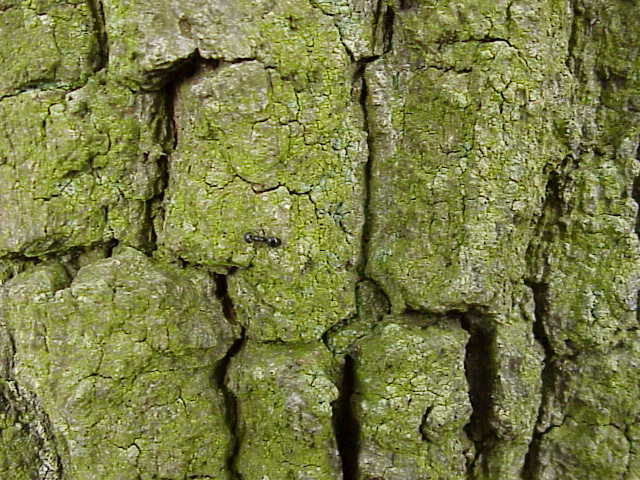
Netzborke an Stiel-Eiche
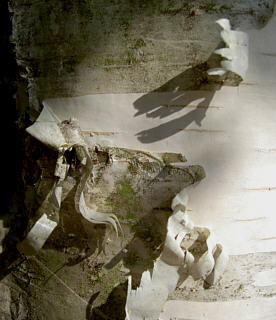
Ringelkork an Birken
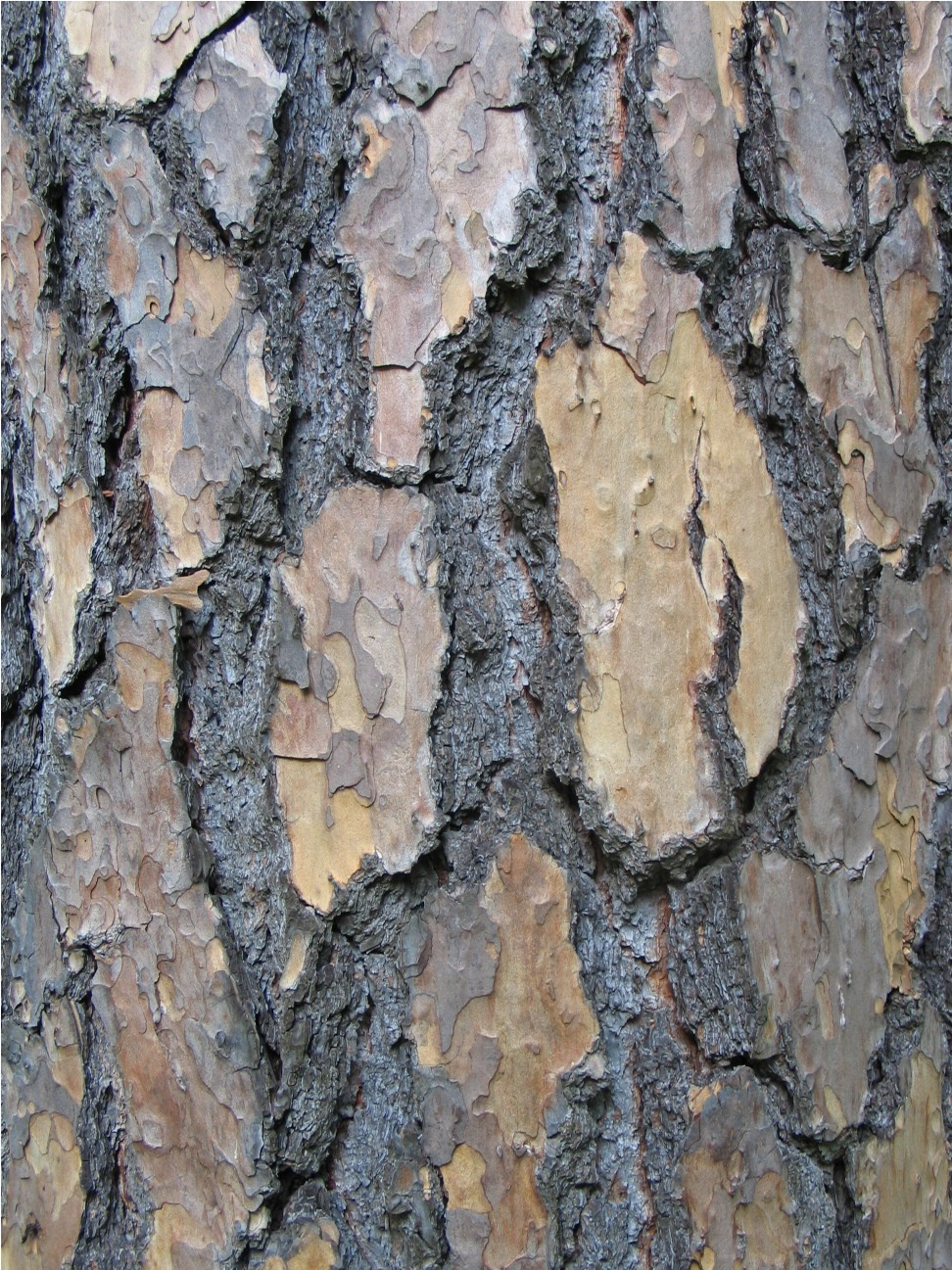
Schuppenborke an Gemeiner Kiefer
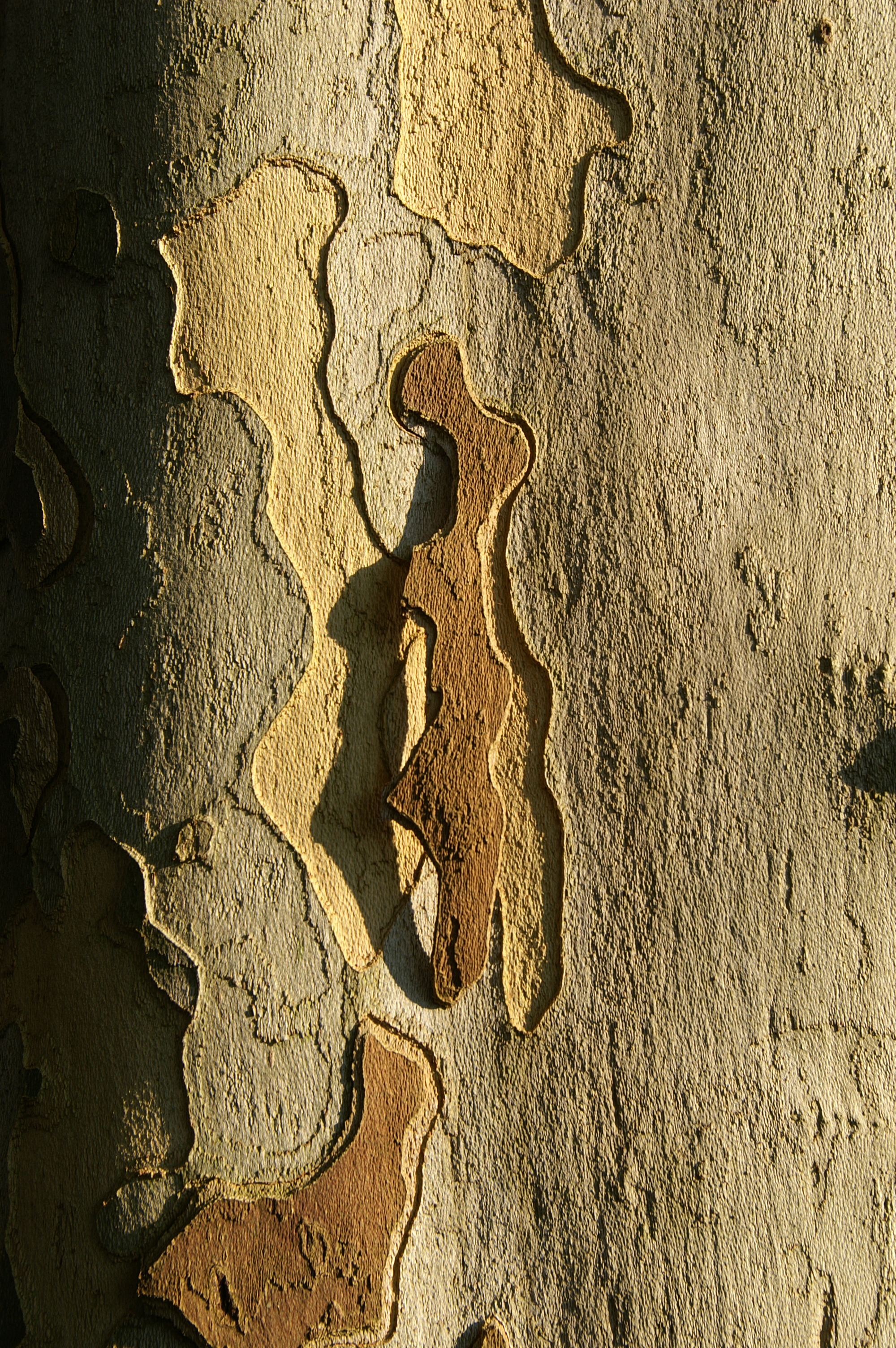
Blättrige Schuppenborke an Ahornblättriger Platane
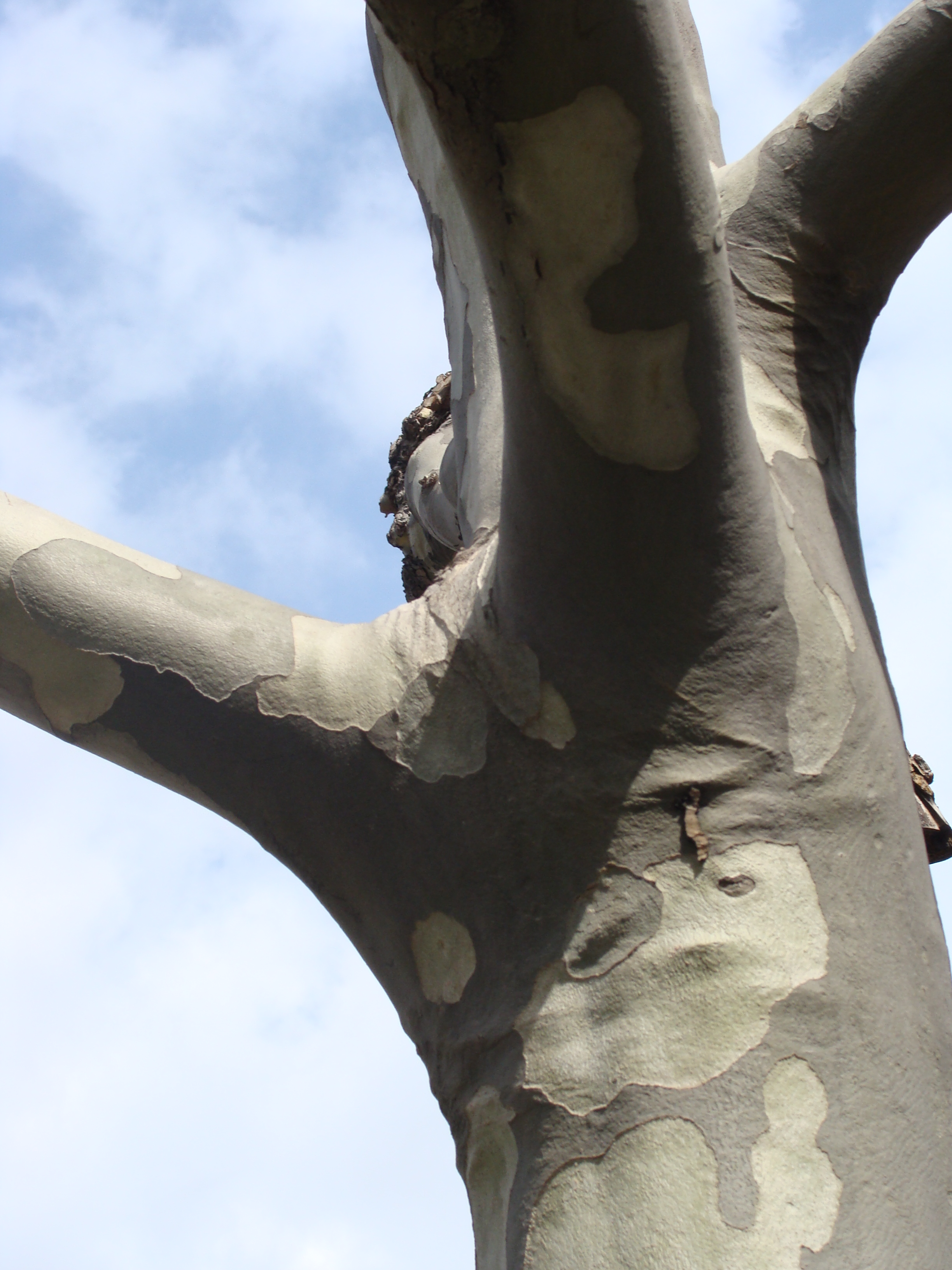
Mosaik aus grünlichen Bereichen einer Platane

Es gibt drei Borkentypen der Bäume mit einem Tiefenperiderm (Borken – tertiäres Abschlussgewebe):
- Streifenborke (z. B. Lebensbaum – Thuja plicata). Bei dieser werden Korkkambien in geschlossenen, ringsum laufenden Kreisen neu gebildet. Durch die Umfangserweiterung reißt die Borke stellenweise ein und es bilden sich Streifen, welche in vertikaler Richtung verlaufen.
- Schuppenborke/Plattenborke (z. B. Bergahorn – Acer pseudoplatanus). Die Schuppenborke ist für die meisten Bäume charakteristisch. Dabei schließen sich bogenförmig angelegte Korkkambien alternierend an ältere, weit außen liegende an. Sie lassen dadurch schuppenförmig aussehende Borken entstehen.
- Netzborke (z. B. Traubeneiche – Quercus petrea, Gemeine Esche – Fraxinus excelsior). Entstehung ähnlich wie die der Streifenborke, jedoch mit stellenweisem Einreißen der Borke, wodurch eine Art "Netzmuster" entsteht.

Es gibt drei Abschlussgewebetypen der Bäume mit einem Oberflächenperiderm (äußerste Schicht ist Kork, sekundäres Abschlussgewebe):
- Glattrinde (z. B. Rot-Buche – Fagus sylvatica)
- Ringelkork (z. B. Vogel-Kirsche - Prunus avium)
- Massenkork (z. B. Korkeiche – Quercus suber)

Zusammenfassend: Eine Borke entsteht aus Phellem, sowie abgestorbenem Phloem (Bast) und kommt nur bei Bäumen mit Tiefenperiderm vor. Sie ist das tertiäre Abschlussgewebe. Bei Bäumen mit Oberflächenperiderm wird keine Borke ausgebildet.
Bei einem Baum wie der Buche ist ein dickes Abschlussgewebe mit Korkschicht nicht unbedingt notwendig, da sie eine Schattbaumart ist und somit im dichteren Bestand seltener stark von äußeren Einflüssen angegriffen wird. So ist sie dann z. B. auch einer Sonnenbrandgefahr ausgesetzt, wenn der Bestand um sie herum so gelichtet wird, dass sie direkt der Sonne ausgesetzt ist. In solchen Fällen kann sich dann nachträglich eine Borke aufbauen.

## Nutzung
Schon immer wurden Borke und Kork vom Menschen vielfach genutzt. Die dicke Korkschicht der Kork-Eiche wird als Flaschenkorken, Untersetzer und Bodenbelag genutzt, die Rinde der Papier-Birke wurde früher als Schreibunterlage verwendet und ihr Reichtum an Gerbsäure macht sie zu den wichtigsten Gerbmaterialien. Borke wird für die Erzeugung von Rindenmulch und Rindenkompost, als Torfersatz und für die Energiegewinnung verwendet.